# Simone Renant
Simone Renant, nome d'arte di Georgette Simone Buigny (Amiens, 19 marzo 1911 – Garches, 29 marzo 2004), è stata un'attrice francese.

## Biografia
È stata sposata con il regista Christian-Jaque e poi col produttore Alexandre Mnouchkine. Nel 1960, è stata membro della giuria del Festival di Cannes.

## Filmografia
- La Folle Nuit, regia di Robert Bibal (1932)
- La Moule, regia di Jean Delannoy - cortometraggio (1934)
- Escale, regia di Louis Valray (1935)
- On ne roule pas Antoinette, regia di Paul Madeux (1936)
- L'École des journalistes, regia di Christian-Jaque (1936)
- La Mystérieuse Lady, regia di Robert Péguy (1936)
- L'angelo del focolare (L'Ange du foyer), regia di Léon Mathot (1937)
- Le perle della corona (Les Perles de la couronne), regia di Sacha Guitry e Christian-Jaque (1937)
- Fiamme in Oriente (Les Pirates du rail), regia di Christian-Jaque (1938)
- Dodici donne (Elles étaient douze femmes), regia di Georges Lacombe (1940)
- La signorina Buonaparte (Mam'zelle Bonaparte), regia di Maurice Tourneur (1942)
- Il marchio sulla carne (La Duchesse de Langeais), regia di Jacques de Baroncelli (1942)
- Romance à trois, regia di Roger Richebé (1942)
- L'amore ha sbagliato indirizzo (Lettres d'amour), regia di Claude Autant-Lara (1942)
- Gioco d'amore (Domino), regia di Roger Richebé (1943)
- L'evaso di Marsiglia (Voyage sans espoir), regia di Christian-Jaque (1943)
- La Tentation de Barbizon, regia di Jean Stelli (1946)
- L'Ange qu'on m'a donné, regia di Jean Choux (1946)
- Le Mystérieux Monsieur Sylvain, regia di Jean Stelli (1947)
- Legittima difesa (Quai des Orfèvres), regia di Henri-Georges Clouzot (1947)
- Dopo l'amore (Après l'amour), regia di Maurice Tourneur (1947)
- La legge è uguale per tutti (Bal Cupidon), regia di Marc-Gilbert Sauvajon (1949)
- Nessuna pietà per le donne (Pas de pitié pour les femmes), regia di Christian Stengel (1950)
- L'Homme de joie, regia di Gilles Grangier (1950)
- Dietro quelle mura (Tapage nocturne), regia di Marc-Gilbert Sauvajon (1951)
- Il figlio di Lagardère, regia di Fernando Cerchio (1952)
- La nuit est à nous, regia di Jean Stelli (1953)
- Scalo a Orly (Escale à Orly), regia di Jean Dréville (1955)
- Il dubbio dell'anima (Bedevilled), regia di Mitchell Leisen (1955)
- Si Paris nous était conté, regia di Sacha Guitry (1956)
- Les Œufs de l'autruche, regia di Denys de La Patellière (1957)
- Scacco alla morte (Échec au porteur), regia di Gilles Grangier (1958)
- Senza famiglia (Sans famille), regia di André Michel (1958)
- Le donne sono deboli (Faibles femmes), regia di Michel Boisrond (1959)
- Le relazioni pericolose (Les Liaisons dangereuses), regia di Roger Vadim (1959)
- La femme seue, episodio di La francese e l'amore (La Française et l'Amour), regia di Jean-Paul Le Chanois (1960)
- I celebri amori di Enrico IV (Vive Henri IV... vive l'amour!), regia di Claude Autant-Lara (1961)
- Cadavres en vacances, regia di Jacqueline Audry (1963)
- L'uomo di Rio (L'Homme de Rio), regia di Philippe de Broca (1964)
- Un tipo che mi piace (Un homme qui me plaît), regia di Claude Lelouch (1969)
- Disavventure di un commissario di polizia (Tendre Poulet), regia di Philippe de Broca (1978)
- Tre uomini da abbattere (Trois Hommes à abattre), regia di Jacques Deray (1980)